# 格布勒 (密蘇里州)
格布勒（英語：Gobler）是位於美國密蘇里州鄧克林縣及佩米斯科特縣的非建制地區。

## 地理
格布勒所處的海拔為高於海平面76米（即249英呎），而該地所採用的時區為UTC-6，即北美中部時區（CST）。同時該地設有夏令時間，為UTC-6調快一小時，即UTC-5（CDT）。